# Доминус кућа
Доминус кућа се налази у Суботици, изграђена 1891. године и представља непокретно културно добро као  споменик културе.
Објекат је подигнут, по пројекту Титуса Мачковића за Шимона Доминуса, као једноспратна кућа са доминацијом ренесансних елемената, поготово у приземљу где је зидно платно изведено у масивној рустици. Рустично су обрађена четири лучна портала, са централним ризлитом, централно постављном капијом и балконом на спрату.
Спратним делом доминирају лучне форме барока које се огледају у форми тимпанона испуњеним декорацијом у виду растворене шкољке. На крајевима објекта су удвојени прозори са прекинутим лучним тимпаноном. На месту прекида тимпанона је богата барокна орнаментика која израста из мале средишње картуше. Кров је на две воде покривен бибер црепом.